# Santana (São Tomé e Príncipe)
Santana é a vila capital do distrito de Cantagalo em São Tomé e Príncipe. Sua população era estimada em 6.636 habitantes.

## Cidades Próximas
- São João dos Angolares, sul
- Neves, oeste
- Trindade, norte

## Transportes
- Rua Neves-São João dos Angolares
- Rua São João dos Angolares-São Tomé

## Pessoas
- Alda Bandeira - política santomense

## Histórico da População
- 1991 (23 de junho, censo): 6.190
- 2000 (16 de junho, censo): 6.228
- 2005 (1 de janeiro, estimada): 6.969